# 約翰·達林
約翰·達林（瑞典語：Johan Dahlin；1986年9月8日—）是一位瑞典足球運動員。在場上的位置是守門員。他現在效力於丹麥足球超級聯賽球隊米迪蘭特足球俱樂部。他也代表瑞典國家足球隊參賽。